# 卡斯韋爾 (緬因州)
卡斯韋爾（英語：Caswell）是一個位於美國緬因州阿魯斯圖克縣的市鎮。

## 人口
根據2020年美國人口普查的數據，卡斯韋爾的面積為107.64平方千米，當中陸地面積為106.97平方千米，而水域面積為0.67平方千米。當地共有人口293人，而人口密度為每平方千米3人。